# Chandos Leigh (1er baron Leigh)
Chandos Leigh, 1er baron Leigh (27 juin 1791-27 septembre 1850) est un propriétaire terrien britannique et un poète.

## Jeunesse et éducation
Il est le fils de James Henry Leigh, d'Adlestrop, Gloucestershire, le fils de James Leigh de Lady Caroline Brydges, fille de Henry Brydges (2e duc de Chandos). Il est un descendant de Thomas Leigh (lord maire) (en), lord-maire de Londres en 1558. Sa mère est Julia Judith Twisleton, fille de Thomas Twisleton (13e baron Saye et Sele). Il fait ses études à Harrow et Christ Church, Oxford.
Le père de Leigh hérite du siège de la famille Leigh à Stoneleigh Abbey, Stoneleigh, Warwickshire, après la mort de son cousin éloigné Edward Leigh (5e baron Leigh).

## Carrière
Il est le camarade de classe de Lord Byron à Harrow et aurait "hérité du talent poétique de son maître". Il acquiert une réputation d'auteur et de petit poète. Il dîne avec Byron le soir avant que Byron ne quitte l'Angleterre pour l'Europe en avril 1816. Il est également un ami proche et un confident de Leigh Hunt. Il est un cousin de Jane Austen, qui séjourne l'abbaye de Stoneleigh en 1806.
Leigh est nommé haut shérif du Warwickshire pour 1825. En 1839, la baronnie de Leigh est relancée en sa faveur quand il est créé baron Leigh, de Stoneleigh dans le comté de Warwick. En 1839, il forme le Stoneleigh Cricket Club sur le terrain de Stoneleigh à la demande de son fils Edward Chandos Leigh (en), qui voulait continuer à jouer au cricket à son retour de Harrow School pendant les mois d'été.

## Famille
Lord Leigh épouse Margarette Willes, fille du révérend William Shippen Willes, d'Astrop House, Northamptonshire, en 1819. Ils ont au moins trois fils et sept filles. Leur deuxième fils, Edward Chandos Leigh, est joueur de cricket et avocat. Leur troisième et plus jeune fils, James Wentworth Leigh, est doyen de Hereford. Lord Leigh est décédé en septembre 1850, à l'âge de 59 ans, et son fils aîné, William, lui succède dans la baronnie. Lady Leigh est décédée en février 1860 Sa fille, Mary Leigh, épouse le révérend Henry Pitt Cholmondeley (né le 15 juin 1820, décédé le 14 avril 1905) et sa fille Caroline épouse Frederick Fiennes (16e baron Saye et Sele).